# Harku
Harku (deutsch Hark) ist eine Landgemeinde im estnischen Kreis Harju mit einer Fläche von 159,8 km². Sie hat 18.661 Einwohner (Stand: 1. Januar 2025).

## Geschichte
Die Gemeinde Harku wurde 1891 durch den Zusammenschluss mehrerer Dörfer als eigene administrative Einheit geschaffen.

## Städte & Dörfer
Neben dem Hauptort Harku gehören zur Gemeinde (der Größe nach absteigend) die Dörfer Tabasalu, Harkujärve, Tiskre, Rannamõisa, Laabi, Sõrve, Liikva, Vaila, Vääna, Vahi, Tutermaa, Kumna, Kütke, Humala, Adra, Türisalu, Naage, Vääna-Jõesuu, Viti, Suurupi, Muraste und Ilmandu.

## Sehenswürdigkeiten

### Gutshaus von Hark
Gutsherren waren die Weymarn, Uexküllen, Budbergen, Ungern-Sternbergen, bis 1919.

### Gutshaus von Faehna
Besonders sehenswert ist das deutschbaltische Gutshaus von Faehna (heute:  Vääna), das erstmals 1325 urkundlich wurde. Das heutige Haupthaus wurde 1784 im spätbarocken Stil errichtet. Otto Magnus von Stackelberg war der Gutsherr dieses Herrenhauses. Seit den 1920er Jahren befindet sich in den Räumlichkeiten eine Grundschule.

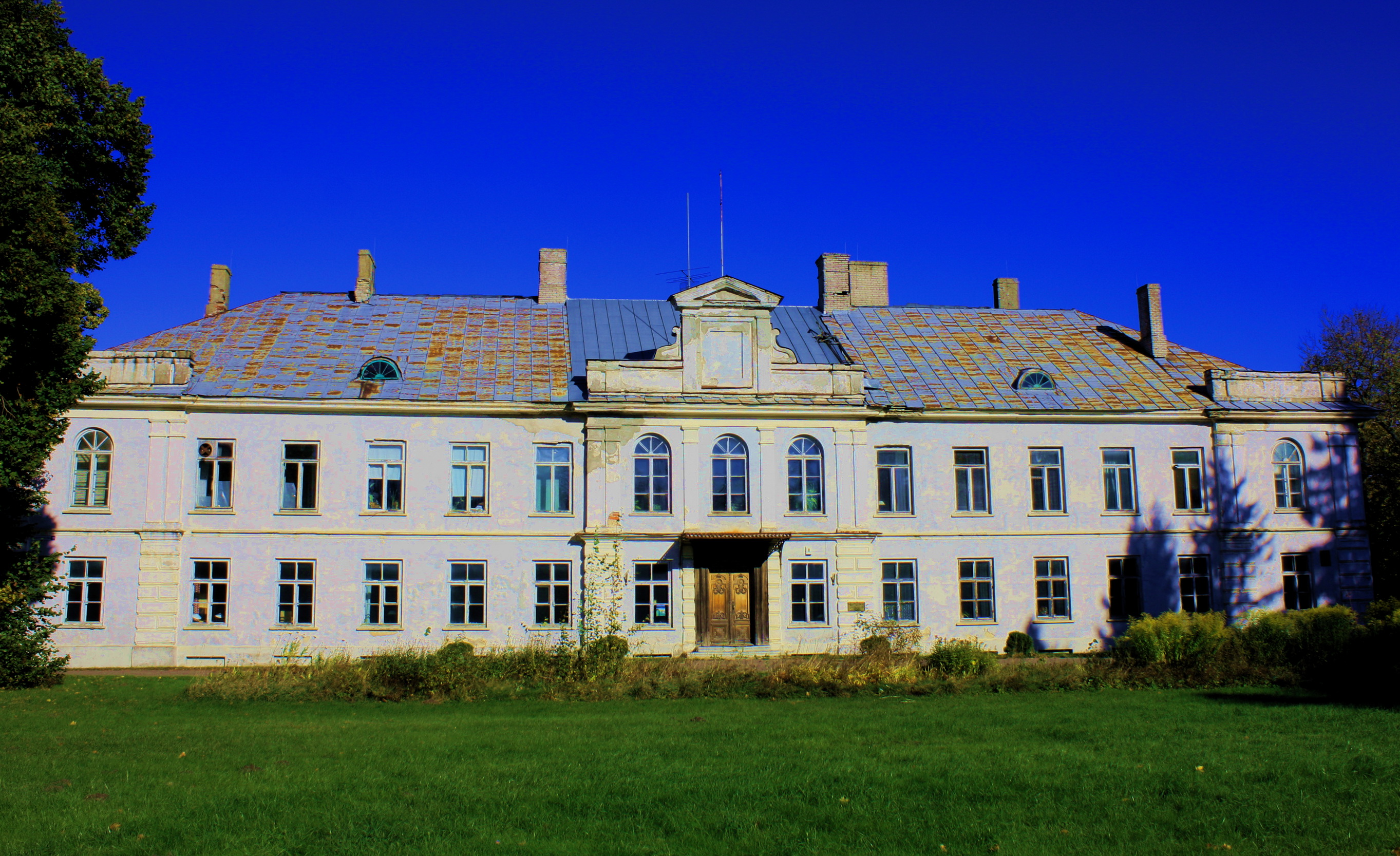
Gut Harku
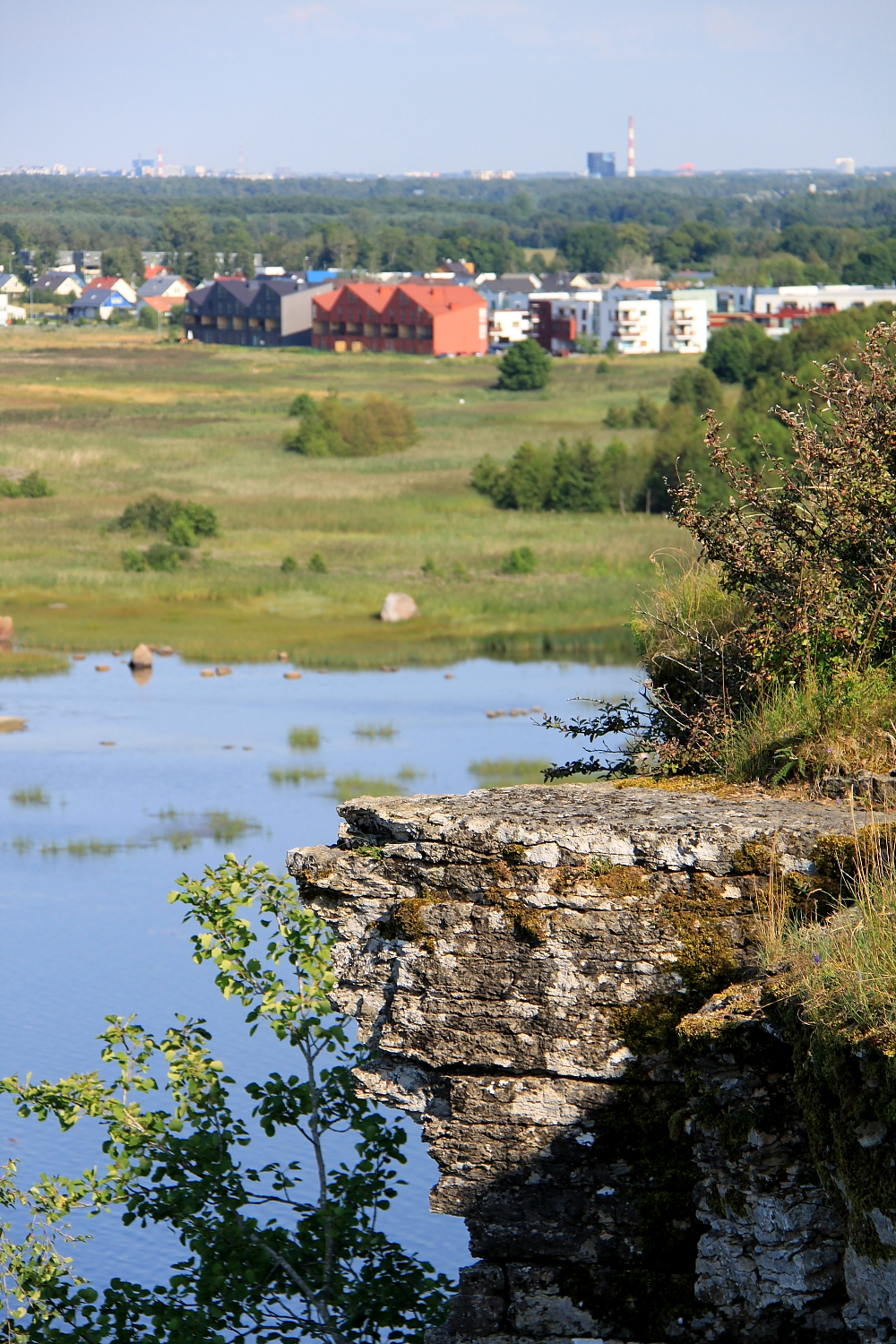
Tabasalu
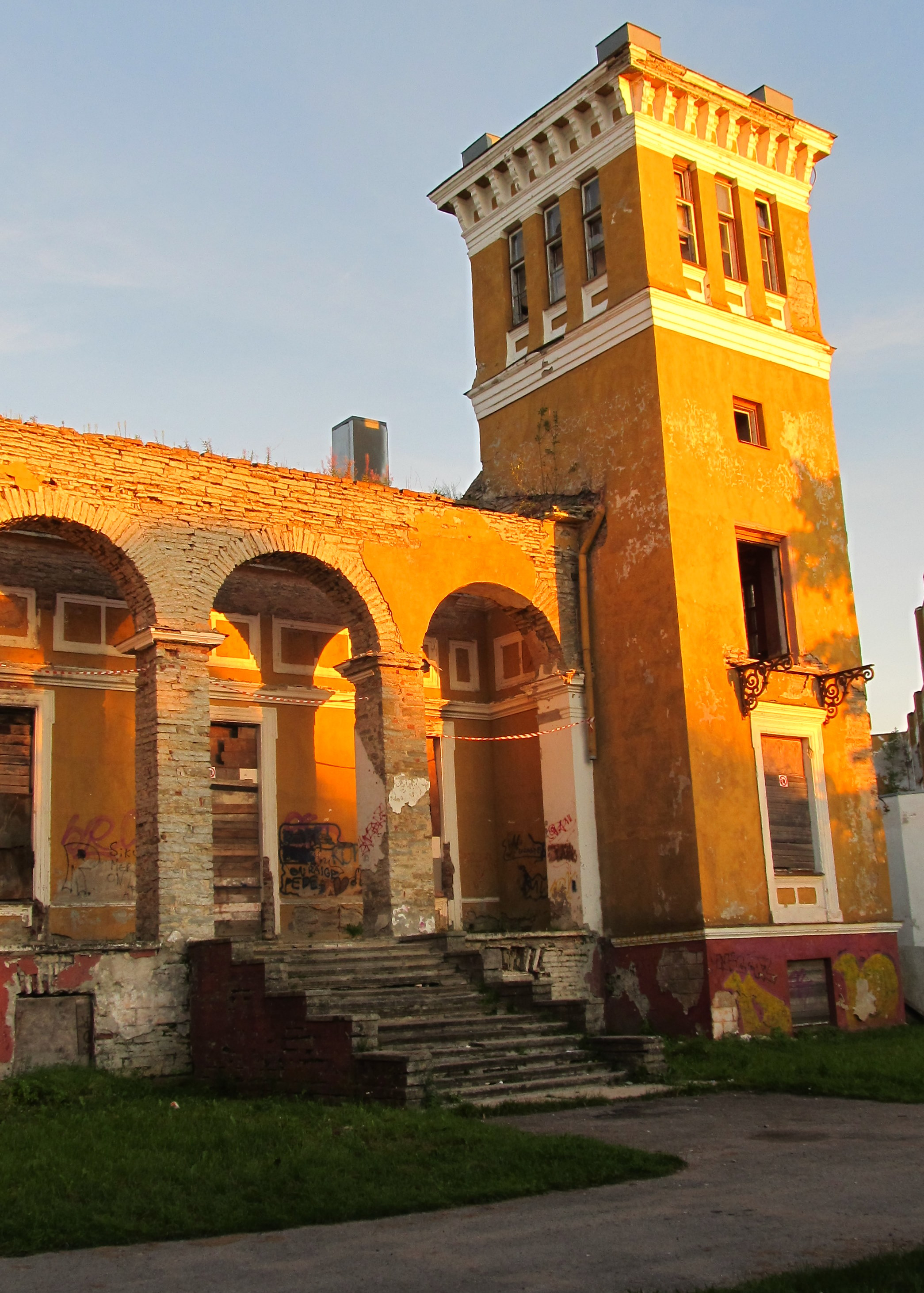
Muraste
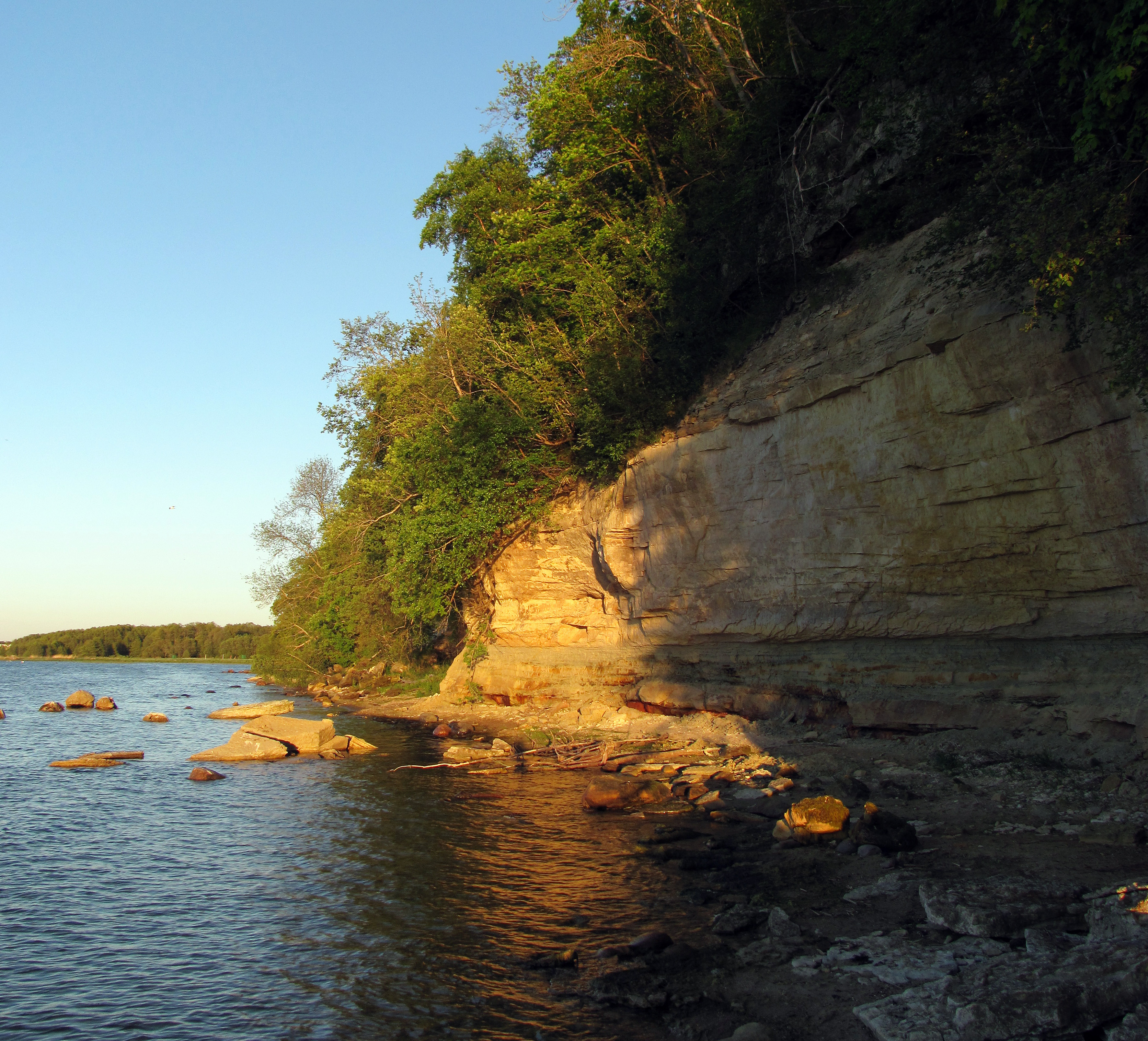
Rannamõisa
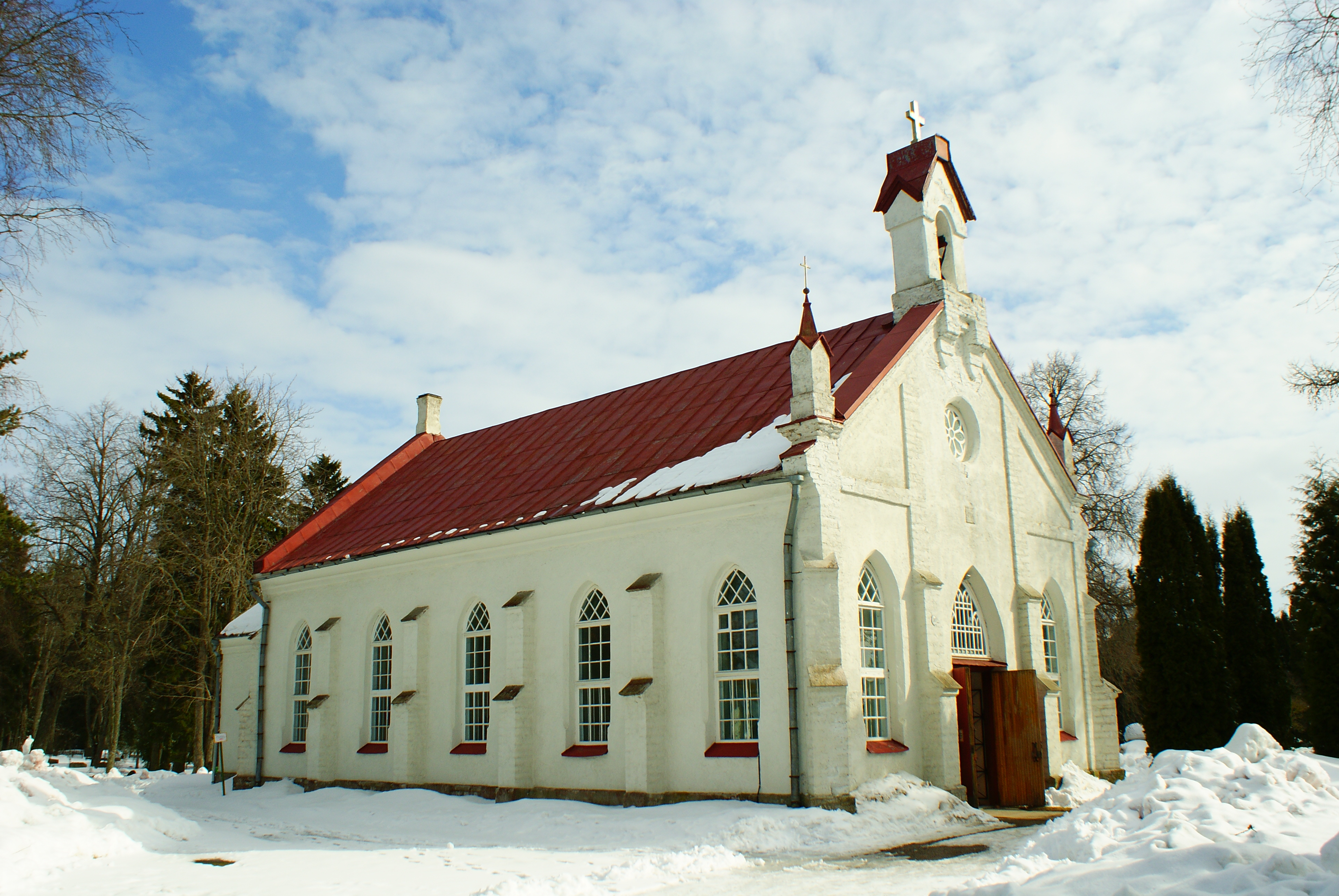
Ranna
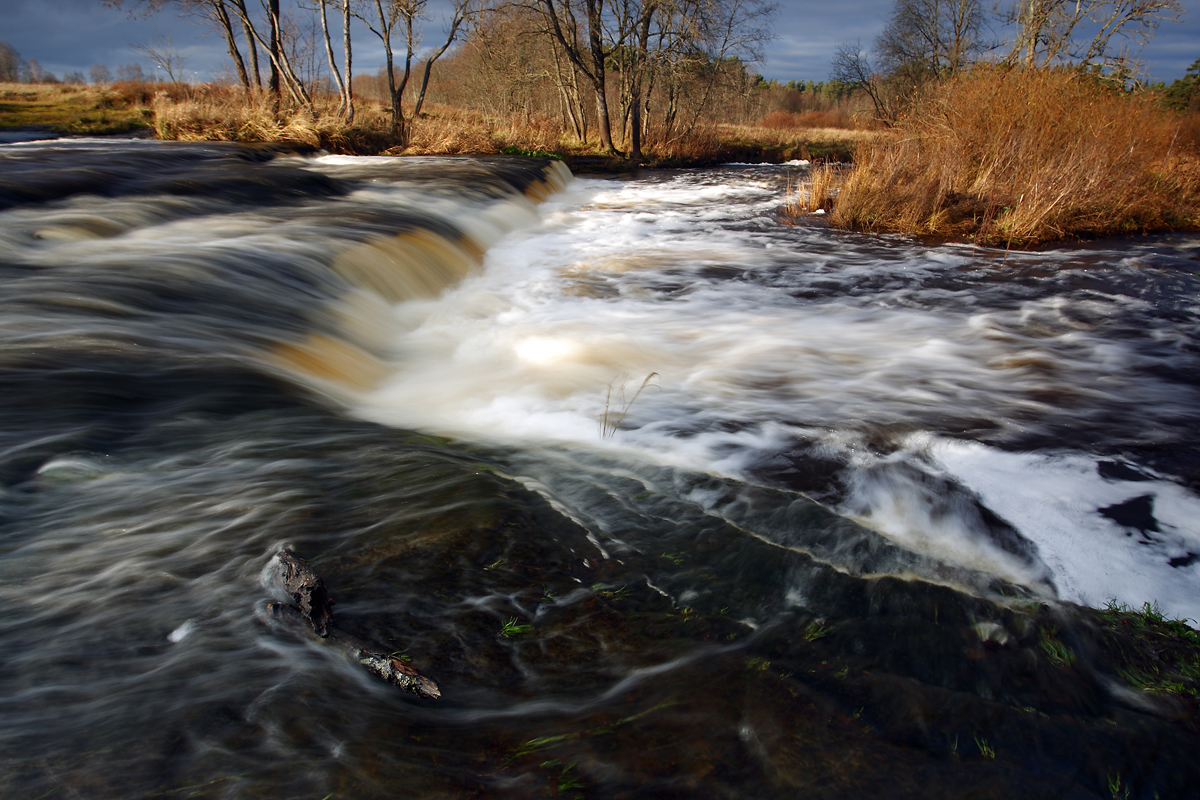
Vahiküla
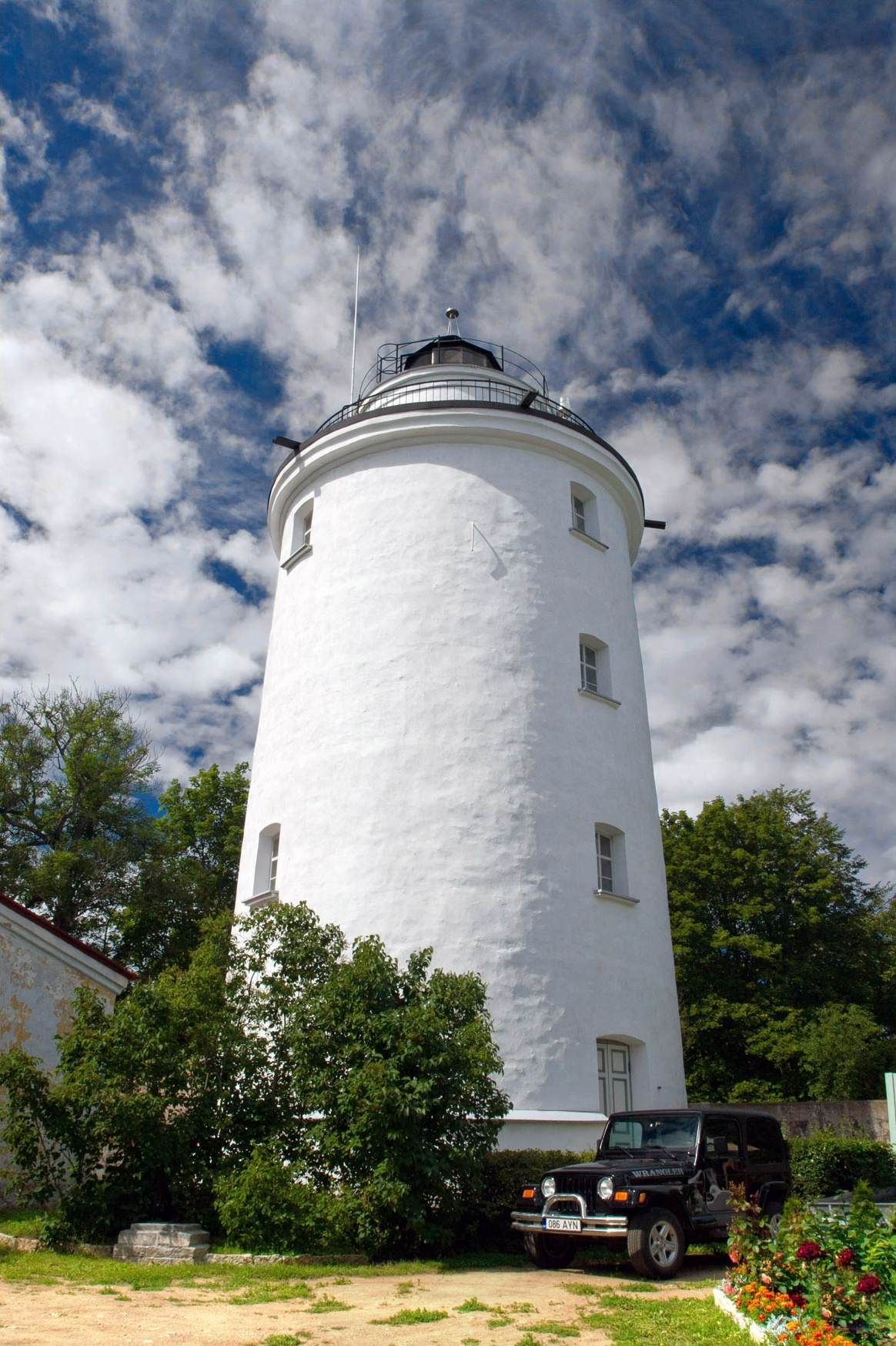
Suurupi

## Gemeindepartnerschaften
Harku pflegt folgende Gemeindepartnerschaft:
- , Piaseczno, Polen, seit 2004.[2]

## Persönlichkeiten
- Edgar Savisaar (1950–2022), Politiker